# Route départementale 201 (Haïti)
Pour les articles homonymes, voir Route départementale 201.
La route départementale 201, ou RD 201, est une route départementale d'Haïti, reliant Petit-Trou-de-Nippes à Miragoâne,.

## Présentation
La route 201 est une route et une route est-ouest du département des Nippes, allant de la ville de Miragoâne via Petite-Rivière-de-Nippes jusqu'à Petit-Trou-de-Nippes. 
Suivant le tracé depuis son extrémité Est, la route 201 se dirige d'abord vers l'ouest jusqu'à la section communale de Bézin de Miragoâne tourne ensuite vers le nord-ouest pour longer la rive du golfe de la Gonâve. 
La RD 201 continue à travers les marais de l'ouest du terminal Reynolds du port de Miragoâne et longe le rivage. 
Elle traverse ensuite Petite-Rivière-de-Nippes avant de se diriger vers l'ouest via l'Anse-à-Veau et le Baconnois jusqu'à la section urbaine du Petit-Trou-de-Nippes, où elle se termine sous le nom de Boulevard de la Liberté .
La route départementale 201 a une longueur totale de 52 km.

## Tracé
- Petit-Trou-de-Nippes
- Anse-à-Veau
- Petite-Rivière-de-Nippes
- Miragoâne